# Paragus auritus
Paragus auritus är en tvåvingeart som beskrevs av Elisabeth K. Stuckenberg 1954. Paragus auritus ingår i släktet stäppblomflugor, och familjen blomflugor. Inga underarter finns listade i Catalogue of Life.